# يوم الهواء النقي
يوم الهواء النقي هو حدث سنوي مصمم لتسليط الضوء على مشكلة تلوث الهواء في المملكة المتحدة. يتم الترويج لهذا الحدث، الذي يُعقد منذ عام 2017، من قبل مؤسسة Global Action Plan الخيرية البيئية، ويتضمن عدة مئات من الأحداث المستقلة التي تنظمها مجموعات المجتمع المحلي والمدارس والكليات والمؤسسات الخيرية الصحية والسلطات المحلية والدوائر الحكومية والشركات والأفراد. يُنتج يوم الهواء النقي تغطية إخبارية واسعة النطاق على المستوى الوطني والمحلي. كثيراً ما يتم استخدامه لتسليط الضوء على المشاكل البيئية المستمرة في المدن والبلدات. تصف هيئة الصحة العامة في إنجلترا هذا الحدث بأنه "أكبر حملة سنوية لمكافحة تلوث الهواء في المملكة المتحدة" ويعتقد منظموه أنه ساعد في "مضاعفة المعرفة العامة" بهذه القضية.